# Chersotis delear
Chersotis delear är en fjärilsart som beskrevs av Charles Boursin 1970. Chersotis delear ingår i släktet Chersotis och familjen nattflyn. Inga underarter finns listade i Catalogue of Life.